# True Romance (canção de Tove Lo)
"True Romance" é uma canção gravada pela cantora e compositora sueca Tove Lo. Foi lançada em 21 de junho de 2022, pela gravadora de Lo, Pretty Swede Records, uma marca da Mtheory, servindo como o terceiro single de seu quinto álbum de estúdio, Dirt Femme (2022). Lo co-escreveu a canção com Timothy Nelson, também conhecido como TimFromTheHouse, que também produziu a música. O videoclipe foi lançado no mesmo dia e foi dirigido por Channing Strada.

## Antecedentes e lançamento
A canção começou a ser provocada em 16 de junho de 2022, quando Lo compartilhou em suas mídias sociais uma fotografia de uma sessão fotográfica, com a legenda "terça-feira" e o emoji de dois escorpiões. "True Romance" foi anunciado em 20 de junho, quando Lo postou no Twitter o link de pré-salvamento junto com um vídeo de 15 segundos da música onde revelava a capa do single, onde twittou: “Adorei tocar essa para vocês nos shows até agora, estou pronta para compartilhá-la com todos em breve”. A canção estreou no The Zane Lowe Show, estação de rádio da Apple Music 1 apresentado por Zane Lowe às 9h (PT) e foi disponibilizada nos serviços musicais horas depois. Com o lançamento da canção, Lo anunciou simultaneamente o título, lista de faixas e a capa de seu álbum Dirt Femme.

## Composição
"True Romance" foi escrita por Lo ao lado do produtor TimFromTheHouse, também conhecido como Tim Nelson. Falando de sua colaboração, Lo disse: “Nós dois tínhamos a necessidade de escrever algo diferente e dramático. Levei três dias para acertar as letras, mas gravei em um único take. Eu queria fazer algo que contasse uma história do começo ao fim. Isso é algo que você raramente vê na música pop, e eu sinto que é divertido quebrar às vezes.” A cantora afirmou que a letra da música é sobre “amor destrutivo no seu melhor e pior”. “É uma loucura o efeito que uma pessoa pode ter em você quando você está apaixonado”, ela disse. “Se é tóxico ou ótimo. O fato de que alguém pode ter esse efeito em você e parece que você não vai se recuperar, para mim é fascinante. Sendo completamente vulnerável em um relacionamento, você corre o risco de quebrar.” Tove acrescentou: “O amor é difícil, cara. O amor machuca."
A música foi inspirada por Lo assistindo a um de seus filmes favoritos, True Romance, de 1993, com roteiro de Tarantino, e usando alguns dos pontos da trama do filme para contar uma nova história. “Tudo começou com esse lindo batimento cardíaco com essas ondas emocionais. Eu estava apenas improvisando melodias”, diz ela. “É uma das histórias de amor mais destrutivas, bonitas, superdramáticas e fora de controle.” “Tome uma vida por mim / Você sabe que eu faria isso instantaneamente / Em perigo de um romance de verdade / Nós estamos destinados a ser / Eu morreria por amor e lealdade”, ela canta em seu refrão, onde pode-se ouvir sua voz rachar e quebrar em vários pontos.

## Vídeo musical
O vídeo foi lançado juntamente com a música. O vídeo foi gravado no deserto fora de Los Angeles no início de 2022 e teve direção assinada por Kenny Laubbacher que "captura perfeitamente a jornada emocional da música", de acordo com Lo. O vídeo mostra a cantora em um conjunto azul cintilante, botas de couro, penteado rabo de cavalo e segurando um martelo na mão, onde ela aparece andando por um deserto. Segundo a própria, a cena foi filmada em uma única tomada.

## Histórico de lançamento
| Região | Data                | Formato                    | Versão   | Gravadora            | Ref.          |
| ------ | ------------------- | -------------------------- | -------- | -------------------- | ------------- |
| Várias | 21 de junho de 2022 | Download digital streaming | Original | Pretty Swede Mtheory | [ 15 ] [ 16 ] |